# جنگی برای پایان دادن به تمام جنگ‌ها (آلبوم)
جنگی برای پایان دادن به تمام جنگ‌ها (انگلیسی: The War to End All Wars) دهمین آلبوم استودیویی از گروه موسیقی هوی متال سوئدی سبتان است که در ۴ مارس ۲۰۲۲ منتشر شد.